# Quinta do Conde
Pour les articles homonymes, voir Quinta.
Quinta do Conde est une paroisse civile portugaise (en portugais : freguesia) de la municipalité de Sesimbra dans le district de Setúbal.

## Géographie
Quinta do Conde est située au centre de la péninsule de Setúbal, au nord-est de la municipalité de Sesimbra. Elle est limitrophe des municipalités de Seixal et Barreiro, au nord, et de Setúbal à l'est.
L'autoroute A2, reliant Lisbonne à Setúbal, passe au nord de la paroisse.
Quinta do Conde s'étend sur une superficie d'environ 14 km. Elle comprend les lieux-dits de Casal do Sapo, Courelas da Brava, Fontaínhas, Quinta do Conde, Quinta do Peru et Ribeira do Marchante.

## Histoire
Connue depuis le XIIIe siècle, la localité porte plusieurs noms dont Quinta da Ribeira de Coina et Quinta de Coina. Au XVIe siècle, Álvaro Gonçalves de Ataíde — comte d'Atouguia (en portugais : conde de Atouguia) — devient propriétaire de la Quinta. L'appellation Quinta do Conde apparaît au XVIIIe siècle.
Dans les années 1970, naît l'idée de créer une paroisse civile indépendante de Castelo. La paroisse de Quinta do Conde est finalement créée par la loi no 83-85 du 4 octobre 1985,.
En 1995, Quinta do Conde est élevée au rang de ville (vila),.

## Démographie
Depuis sa création, Quinta do Conde connaît une forte croissante démographique, sa population passant de 7 958 habitants en 1991 à 16 567 habitants en 2001 (+ 108 %) et 25 606 habitants en 2011 (+ 55 %).
Lors du recensement de 2021, Quinta do Conde compte 28 089 habitants. C'est alors la paroisse la plus peuplée de la municipalité de Sesimbra, qui totalise 52 384 habitants.